# Immenstedt (Dithmarschen)
Immenstedt település Németországban, Schleswig-Holstein tartományban. Lakosainak száma 110 fő (2023. december 31.).

## Népesség
A település népességének változása:
| Lakosok száma | 123  | 102  | 102  | 104  | 108  | 110  |
|               | 1975 | 2017 | 2019 | 2021 | 2022 | 2023 |